# Lilo et Stitch 2
Série
Lilo et Stitch
(2002) Stitch ! Le film
(2003)
Pour plus de détails, voir Fiche technique et Distribution.
Lilo et Stitch 2 : Hawaï, nous avons un problème ! ou Lilo et Stitch 2 : Panique sur Hawaï ou Lilo et Stitch 2 : Stitch fait clic au Québec (Lilo & Stitch 2 : Stitch Has a Glitch) est le 95e long-métrage d'animation des studios Disney, sorti directement en vidéo en 2005.
L'action du film se situe entre Lilo et Stitch (2002) et Stitch ! le film (2003). Dans ce second film, Lilo se lance dans un concours de danse hawaïenne, une discipline dont sa mère était championne. Mais son manque de talent et les moqueries de ses camarades vont rendre les choses bien difficiles. De son côté, Stitch est très inquiet. Il fait de terribles cauchemars qui le révèlent sous ses plus mauvais côtés et son niveau de gentillesse baisse dangereusement.

## Synopsis
Quelque temps après les événements du premier film, Stitch se réveille d'un cauchemar sur le fait de redevenir mauvais et de causer la destruction de la Terre, y compris de blesser Lilo. Après avoir consolé Stitch en lui rappelant qu'elle sait qu'il ne lui ferait jamais de mal, Lilo teste son niveau de bonté en lui faisant faire quelques bonnes choses. En découvrant qu'ils sont en retard pour le cours de hula, ils utilisent leur vaisseau aéroglisseur pour s'y rendre. Pendant son séjour à la classe de hula, Kumu annonce que Lilo et ses camarades de classe seront prêts à se produire au festival local du 1er mai. Chaque élève est tenu de créer une danse originale. Lilo est inspirée lorsque Kumu lui parle de sa mère qui était au festival à son âge et qui a gagné, lui donnant une photo de l'événement. Après la fin de la classe de hula, Mertle insulte Lilo en lui disant qu'elle ne sera jamais aussi douée que sa mère, ce qui l'amène à se battre avec elle. Cependant, après avoir pris des photos de la bagarre, Stitch oublie de détruire les preuves. Kumu pense que Lilo n'est pas prête pour la compétition à cause de sa bagarre avec Mertle, mais Lilo dit qu'elle est prête et qu'elle promet d'être bonne.
Tout en se préparant à la compétition, Lilo et Stitch ont du mal à trouver des idées et Nani veut qu'ils profitent de leur soirée en famille mais durant la soirée, Stitch fait des ravage malgré lui.
Après avoir analysé les poil de Stitch, Jumba comprend que ces moments agressifs viennent du fait que sa force vitale est en train de baisser car à la création de Stitch, Jumba n'a pas eu suffisamment de temps pour charger complètement les molécules de Stitch à cause de la police intergalactique qui les ont arrêté et stoppé le processus. Au début, ce problème amène Stitch à revenir à son ancienne programmation destructrice contre son plein gré, mais il finira par s’éteindre si Jumba ne créer pas une couveuse spéciale avant que l'énergie de Stitch ne s'épuise pour de bon.
Pendant ce temps, le comportement destructeur incontrôlable de Stitch crée des distances entre lui et Lilo parce que selon elle il menace de ruiner ses chances de succès pour la compétition de hula. Lilo et Stitch essaient de s'inspirer pour leur hula, mais Stitch continue de mal fonctionner à cause de ses molécules. Comme Lilo est tellement préoccupée par le fait de gagner la compétition, elle ne remarque pas le problème de Stitch, ce qui n'est pas de sa faute, et elle croit que son nouveau comportement est revenu et commence à le négliger, à son grand dam et à sa détresse éventuelle. Entre-temps, le petit ami de Nani, David, pense que Nani perd de l'intérêt pour lui. Pikly vient à son aide et essaie de donner des conseils sur la romance.
Finalement, les deux conçoivent un hula basé sur la légende de Hiʻiaka. Lilo se fâche de plus en plus contre Stitch pour avoir ruiné sa séances d'entraînement. Pour aggraver les choses, Jumba a du mal à créer la couveuse parce la terre n'a pas la technologie extraterrestre appropriée pour en construire une et qu'il doit recourir à de simples objets ménagers. Cependant, le jour de la compétition, Stitch arrive juste avant que Lilo ne se produise, lui souhaitant bonne chance. Les deux se réconcilient alors que Jumba termine enfin la couveuse. Cependant, Stitch a un autre moment incontournable. Lilo, confus, essaie de demander à Stitch s'il va bien, mais il lui griffe accidentellement le visage. Sachant que Stitch ne voudrait jamais la blesser intentionnellement, Lilo se rend enfin compte que quelque chose ne va pas chez lui et essaie de lui demander ce qui ne va pas, mais Stitch, grandement horrifié et remords de l'avoir blessée, s'enfuit pour quitter la Terre, car il se croit trop dangereux.
Au milieu de sa performance, Lilo finit par abandonner la compétition pour aller aider Stitch. Alors que Stitch tente de quitter la Terre, Lilo et le reste de la famille essaient désespérément de le faire revenir afin qu'ils puissent le recharger. Alors qu'il décolle, Stitch subit son explosion la plus violente et la plus douloureuse, ce qui lui fait perdre le contrôle et planter le vaisseau spatial dans les montagnes hawaïennes. Lilo se rend sur le site de l'accident dans son vaisseau aéroglisseur, où elle trouve Stitch blessé et proche de la mort. Elle le fait rapidement entrer dans la couveuse de Jumba, mais il est trop tard et Lilo regarde en larmes alors que Stitch s'excuse une dernière fois avant de s’éteindre. Quand un Jumba découragé sort Stitch de la couveuse, Lilo le tient près de lui et s'excuse doucement pour son attitude, ayant finalement compris que pendant qu'elle continuait à dire qu'elle avait besoin de lui, il avait plus besoin d'elle. Elle dit qu'il est son ʻohana et, par conséquent, l'aimera toujours et s'écroulent en larmes. Tout le monde est en deuil pendant un moment alors que Lilo pleure, mais Stitch finit par se réveiller, pour le bonheur de tout le monde. Pikly est confus, ce à quoi Jumba explique ce qui s'est passé : Stitch a été rechargé par l'amour de Lilo.
Plus tard dans la nuit, la famille (avec David) exécute la danse hula de Lilo sur la scène vide, et Nani dit à Lilo que leur mère serait fière d'elle, et une étoile scintille dans le ciel pour justifier.

## Fiche technique
- Titre original : Lilo and Stitch 2 : Stitch Has a Glitch
- Titre français : Lilo et Stitch 2 : Hawaï, nous avons un problème ! ou Lilo et Stitch 2 : Panique sur Hawaï
- Titre québécois : Lilo et Stitch 2 : Stitch fait clic
- Réalisation : Michael LaBash et Tony Leondis
- Scénario : Tony Leondis, Eddie Guzelian, Alexa Junge et Michael LaBash
- Société de production : Walt Disney Pictures, DisneyToon Studios
- Société de distribution : Buena Vista Home Entertainment
- Durée : 68 minutes
- Dates de sortie[1] :
  -  États-Unis : 30 août 2005
  -  France : 14 septembre 2005

## Distribution

### Voix originales
- Chris Sanders : Stitch
- Dakota Fanning : Lilo
- Tia Carrere : Nani
- David Ogden Stiers : Jumba
- Kevin McDonald : Pikly
- Jason Scott Lee : David
- Holliston Coleman : Aleka
- Jillian Henry : Elena
- Kunewa Mook : Kumu, le professeur de Hula
- Liliana Mumy : Myrtle
- Paul Vogt : Gator Gaurd
- Dimitri Toscas : Chant Hawaïen

### Voix françaises
- Emmanuel Garijo : Stitch / David
- Camille Donda : Lilo
- Virginie Méry : Nani
- Vincent Grass : Jumba
- Éric Métayer : Pikly
- Serge Faliu : Kumu, le professeur de Hula
- Lisa Caruso : Mertle Edmonds

### Voix québécoises
- Martin Watier : Stitch
- Rosemarie Houde : Lilo
- Catherine Allard : Nani
- Vincent Davy : Jumba
- François Sasseville : Pikly
- François Godin : David
- Thiéry Dubé : Kumu
- Ludivine Reding : Mertie

## Chansons du film
- Hawaiian Roller Coaster Ride (Remix) - Jump 5

## Autour du film
- Lilo et Stitch 2 est le seul film où l'on ne voit pas les personnages de la Présidente du Grand Conseil, du Capitaine Gantu, et de Cobra Bubbles.